# خانه رقیه رسولی
خانه رقیه رسولی مربوط به دوره قاجار است و در شیراز، پشت مسجد جامع عتیق، کوچه مختاری، پلاک ۲۱ واقع شده و این اثر در تاریخ ۱۰ خرداد ۱۳۸۲ با شمارهٔ ثبت ۸۷۰۶ به‌عنوان یکی از آثار ملی ایران به ثبت رسیده است.